# 非洲奇螳属
非洲奇螳属（学名：Afrothespis）是宽颈螳科下的一个属。

## 下属物种
本属包括以下物种：
- 肯尼亚非洲奇螳 Afrothespis kenyana Roy & Schwarz, 2014
- 罗德西亚非洲奇螳 Afrothespis rhodesiaca Beier, 1973